# Гисдоль, Маркус
Маркус Гисдоль (нем. Markus Gisdol; род. 17 августа 1969, Гайслинген-ан-дер-Штайге, Баден-Вюртемберг) — немецкий футбольный тренер, ранее выступавший как футболист на позиции полузащитника.

## Игровая карьера
Полузащитник из молодёжного состава клуба «Гайслинген» впервые был заигран в 1987 году в первой команде клуба в любительской Оберлиге Баден-Вюртемберга, в то время третьего по силе немецкого дивизиона. К 1990 году он забил восемь раз в 70 играх. Летом 1990 года Гисдол перешёл в клуб любительской Оберлиги «Ройтлинген 05», за который он сыграл 30 игр до 1992 года, забив три гола. В 1992 году он вернулся в «Гайслинген», где сыграл 33 игры, забив пять голов. На следующий год он перешёл к соперникам «Пфорцхайм», который он покинул после одного года и двух голов в 19 матчах чемпионата.
В возрасте 27 лет Гисдоль завершил свою игровую карьеру в клубе «Ау-Иллер» из-за серьёзной травмы колена.

## Тренерская карьера
С 1997 по 1999 год Маркус Гисдоль работал главным тренером малоизвестной команды «Залах». Затем он тренировал «Кухен» с 2000 по 2002 год, «Гайслинген» с 2002 по 2005 год и юношескую команду «Штутгарта» с 2005 по 2007 год. Летом 2007 года он стал главным тренером команды «Зонненхоф Гроссаспах», но уже в ноябре ушёл в отставку после разногласий с советом директоров. В сезоне 2008/09 он возглавил команду «Ульм 1846», с которой занял 7-е место в новообразованной Региональной лиге. В конце сезона он покинул «Ульм» и перешёл в «Хоффенхайм», где тренировал вторую команду. В первом же сезоне он выиграл с командой Оберлигу «Баден-Вюртемберг».
В марте 2011 года он получил лицензию футбольного тренера и стал помощником главного тренера Ральфа Рангника в «Шальке 04», впоследствии также помогая его преемнику Хубу Стевенсу.

### «Хоффенхайм»
2 апреля 2013 года Гисдоль возглавил первую команду «Хоффенхайма» вместо Марко Курца, который ранее был уволен. Первый матч в качестве главного тренера был выигран со счётом 3:0 у дюссельдорфской «Фортуны». Гисдолю удалось спасти команду от вылета и он продолжил работу с командой. В каждом из следующих двух сезонов команда финишировала в середине лиги — 9-е место (сезон 2013/14) и 8-е место (сезон 2014/15). 16 апреля 2015 года он продлил свой контракт на три года. После десятого тура сезона 2015/16 команда занимала 17-е место в турнирной таблице. В результате, 26 октября 2015 года Маркус Гисдоль был уволен с поста наставника «деревенских». На посту его сменил Хуб Стевенс.

### «Гамбург»
26 сентября 2016 года он сменил Бруно Лаббадиа на посту главного тренера «Гамбурга». Первоначально по его собственной просьбе с ним был заключён контракт до конца сезона 2016/17, срок которого был продлён до 30 июня 2019 года в марте 2017 года. 25 февраля 2017 года Гисдоль проиграл выездной матч против «Бавария» со счётом 0:8, что установило результат самого крупного поражения «горожан» в его истории Бундеслиги двумя годами ранее. Тем не менее, благодаря борьбе за лидерство и набранным 25 очкам во второй половине сезона, Гисдолю и «Гамбургу» удалось сохранить место в Бундеслиге, одержав победу со счётом 2:1 над «Вольфсбургом» в последнем туре сезона 2016/17.
21 января 2018 года, после того как по итогам 19-ти сыгранных туров сезона 2017/18 «Гамбург» занял 17-е место в таблице с 15 очками, потерпев четыре поражения подряд, Гисдоль был уволен.

### «Кёльн»
19 ноября 2019 года Гисдоль стал главным тренером «Кёльна», подписав с клубом контракт до 30 июня 2021 года. «Кёльн» после 11-го тура сезона 2019/20 находился на 17-м месте с 7 очками. Под руководством нового тренера команда набрала 25 очков в следующих 13 матчах чемпионата, что до Гисдоля удавалось только трём другим главным тренерам «козлов», включая Кристофа Даума.
В сезоне 2020/21 «Кёльн» снова оказался в борьбе за понижение в классе. В середине апреля 2021 года Гисдоль был уволен после домашнего поражения в матче 28-го тура против соперников по вылету — «Майнц 05». К тому моменту команда располагалась на 17-м месте турнирной таблицы.

### «Локомотив» (Москва)
Я с большим воодушевлением принял этот вызов. Теперь я всем сердцем с «Локомотивом».
Я не могу заниматься своей работой в стране, лидер которой несёт ответственность за агрессивную войну в центре Европы. Это не соответствует моим ценностям, поэтому я немедленно подал в отставку с поста тренера московского «Локомотива».
10 октября 2021 года было объявлено о том, что Маркус Гисдоль займёт пост главного тренера в московском «Локомотиве» после увольнения сербского специалиста Марко Николича.
Контракт немецкого тренера с московским клубом был рассчитан на один год (с возможность продления ещё на один сезон). Зарплата составила 1 миллион евро в год после вычета налогов.
13 октября немецкий специалист провёл первую тренировку. Первый матч в качестве главного тренера «Локомотива» провёл 16 октября в 11-м туре чемпионата России 2021/22 против «Рубина», «красно-зелёные» в этом матче сыграли 2:2.
1 марта 2022 года подал в отставку в связи со вторжением России на Украину.

## Тренерская статистика
| Зонненхоф Гроссаспах | Германия | 1 июля 2007      | 19 ноября 2007  | 14  | 6  | 4  | 4   | 042,86 |
| Ульм 1846            | Германия | 1 июля 2008      | 30 июня 2009    | 34  | 13 | 14 | 7   | 038,24 |
| Хоффенхайм           | Германия | 2 апреля 2013    | 26 октября 2015 | 96  | 35 | 24 | 37  | 036,46 |
| Гамбург              | Германия | 25 сентября 2016 | 21 января 2018  | 52  | 16 | 10 | 26  | 030,77 |
| Кёльн                | Германия | 18 ноября 2019   | 11 апреля 2021  | 54  | 15 | 13 | 26  | 027,78 |
| Локомотив (Москва)   | Россия   | 10 октября 2021  | 1 марта 2022    | 12  | 3  | 3  | 6   | 025,00 |
| Итого                | Итого    | Итого            | Итого           | 262 | 88 | 68 | 106 | 033,59 |

## Личная жизнь
Маркус Гисдоль женат и имеет двоих детей.